# Sparsor

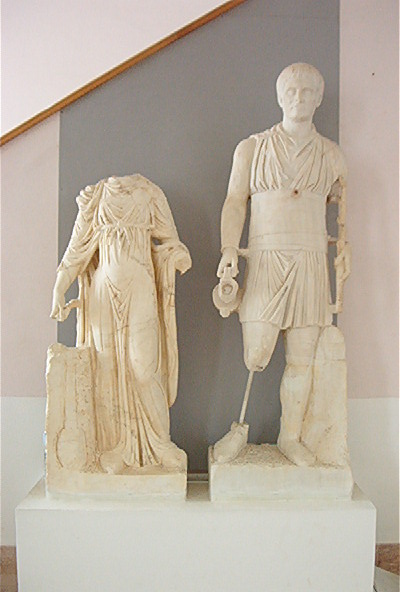
Statues romaines du Musée national de Carthage dont une statue d'aurige ou de sparsor tenant une amphore dans la main droite.

Le sparsor ou spartor était un personnage chargé, lors des courses équestres du cirque romain, d'asperger d'eau les attelages afin de les rafraîchir ou de verser de l'eau sur les moyeux des roues des chars ou de la piste pour qu'elle fasse moins de poussière. Il était un personnel des factions chargées d'organiser les courses. Des représentations en ont été trouvées sur les mosaïques et également dans la statuaire.